# Decaisnina forsteriana
Decaisnina forsteriana är en tvåhjärtbladig växtart som först beskrevs av Schult, och fick sitt nu gällande namn av Bryan Alwyn Barlow. Decaisnina forsteriana ingår i släktet Decaisnina och familjen Loranthaceae. Inga underarter finns listade i Catalogue of Life.